# The Herald (Zimbabwe)
Pour les articles homonymes, voir The Herald.
The Herald est un quotidien d'État publié à Harare, au Zimbabwe.

## Historique
Les origines du journal remontent au XIXe siècle. Le nom a évolué avec les transformations politiques. Le titre précurseur a été lancé le 27 juin 1891 par William Ernest Fairbridge pour le groupe Argus d'Afrique du Sud. Baptisé initialement Mashonaland Herald and Zambesian Times, il s'agit alors d'une feuille de nouvelles hebdomadaire, écrite à la main et reproduite à l'aide du procédé de duplication cyclostyle. En octobre de l'année suivante, il devient un journal imprimé et change de nom pour devenir The Rhodesia Herald. C'est un des premiers usages de ce mot «Rhodesia», qui ne devient le nom officiel du territoire qu'en 1895. Ce nom de « Rhodesia » est une déclinaison du nom de Cécil Rhodes.
Le groupe Argus a ensuite créé une filiale appelée Rhodesian Printing and Publishing Company pour gérer ses journaux dans ce qui était alors la Rhodésie du Sud, une colonie britannique. Après que le gouvernement du Front rhodésien, contrôlé par une minorité blanche, ait déclaré unilatéralement l'indépendance le 11 novembre 1965, il commence à censurer The Rhodesia Herald. Le journal réagit en laissant des espaces vides là où les articles ont été supprimés, permettant ainsi aux lecteurs de mesurer l'étendue de la censure. En 1981, après l'indépendance du Zimbabwe, le nouveau gouvernement du pays s'organise pour contrôler à son tour les médias, radios, télévisions et journaux. Il rachète The Herald et d'autres journaux du groupe Argus, grâce à une subvention de 20 millions de dollars US du Nigeria. Ce gouvernement crée le Zimbabwe Mass Media Trust pour les exploiter. Parmi les autres journaux publiés par le même groupe figurent The Sunday Mail à Harare, The Chronicle and Sunday News à Bulawayo et le Mutare Post (qui devint le Manica Post) à Mutare.
The Herald devient, au début des années 2010, le principal périodique au Zimbabwe. La concurrence est de fait limitée par des lois d'accréditation très restrictives et les tracasseries à l'égard des autres titres,. The Herald est remarqué par ses reportages unilatéraux en faveur du gouvernement du président Robert Mugabe et du parti Zanu-PF, par sa diabolisation du parti d'opposition, le Mouvement pour le changement démocratique (MDC), et par sa façon de relayer le point de vue gouvernemental, y compris ses réactions sur des points de moquerie envers le président Robert Mugabe comme ses somnolences.